# 北沢欣浩
北沢 欣浩（きたざわ よしひろ、戸籍上の表記は北澤 欣浩、1962年8月4日 - ）は、北海道釧路市出身の元スピードスケート選手。「キンコウ」の愛称で知られていた。

## 略歴
- 北海道釧路北陽高等学校から法政大学に進み、第10回全日本スプリントで総合3位、第2回学生スプリントで1位となった。
- 1983年の浅間選抜の男子500mで37秒86の好タイムを記録し、その後急成長した。
- 1984年のサラエボオリンピックでは男子500mで、大雪で5時間遅れるという展開の中で優勝候補筆頭と言われた黒岩彰が失速した一方で、普段通りのルーティーンを心がけマイペースを貫いた北沢が2位（銀メダル）となり、北沢は日本スケート史上初のメダリストとなった。
- 大学卒業後、北沢は実業団入りと思われたが「通勤ラッシュがきついから」とこれを拒み、公務員として釧路市役所に入った。
- 1988年に現役を引退した。
- 1998年の長野オリンピックではスピードスケートの解説を担当した。
- 2014年のソチオリンピックではスピードスケートのスターターを務めた。
- 現在も公務員として釧路市教育委員会に勤務し、母校の事務長を担当している[1]。